# Guiel
Le/la Guiel est une rivière normande, affluente de la Charentonne en rive gauche et donc sous-affluente de la Risle.

## Géographie
Le ou la Guiel est une rivière, longue de 20 à 22 kilomètres, située en Normandie, dans les départements de l'Orne et de l'Eure. Elle traverse une partie de la région naturelle du Pays d'Ouche dans le sens sud-ouest/nord-est. 
La rivière prend sa source dans l'Orne, sur le territoire de la commune de La Trinité-des-Laitiers au lieu-dit Noyer-Ménard (ancienne commune absorbée en 1821 par La Trinité-des-Laitiers), à environ 270 mètres d'altitude. Elle est d'abord orientée sud-est/nord-ouest avant de virer vers le nord-est à la sortie de La Trinité-des-Laitiers. Elle arrose les communes du Sap-André, La Ferté-en-Ouche, Saint-Laurent-du-Tencement, Verneusses, Saint-Denis-d'Augerons, Montreuil-l'Argillé et La Trinité-de-Réville.
Cette rivière, dite perchée, disparaît sur une distance d'environ 2,5 km à La Ferté-en-Ouche. En effet, ses eaux s'infiltrent dans le sol au lieu-dit le moulin du Chesnay à Heugon pour ressortir beaucoup plus considérable au lieu-dit la Fontaine, à Ternant.